# Zarro-comum

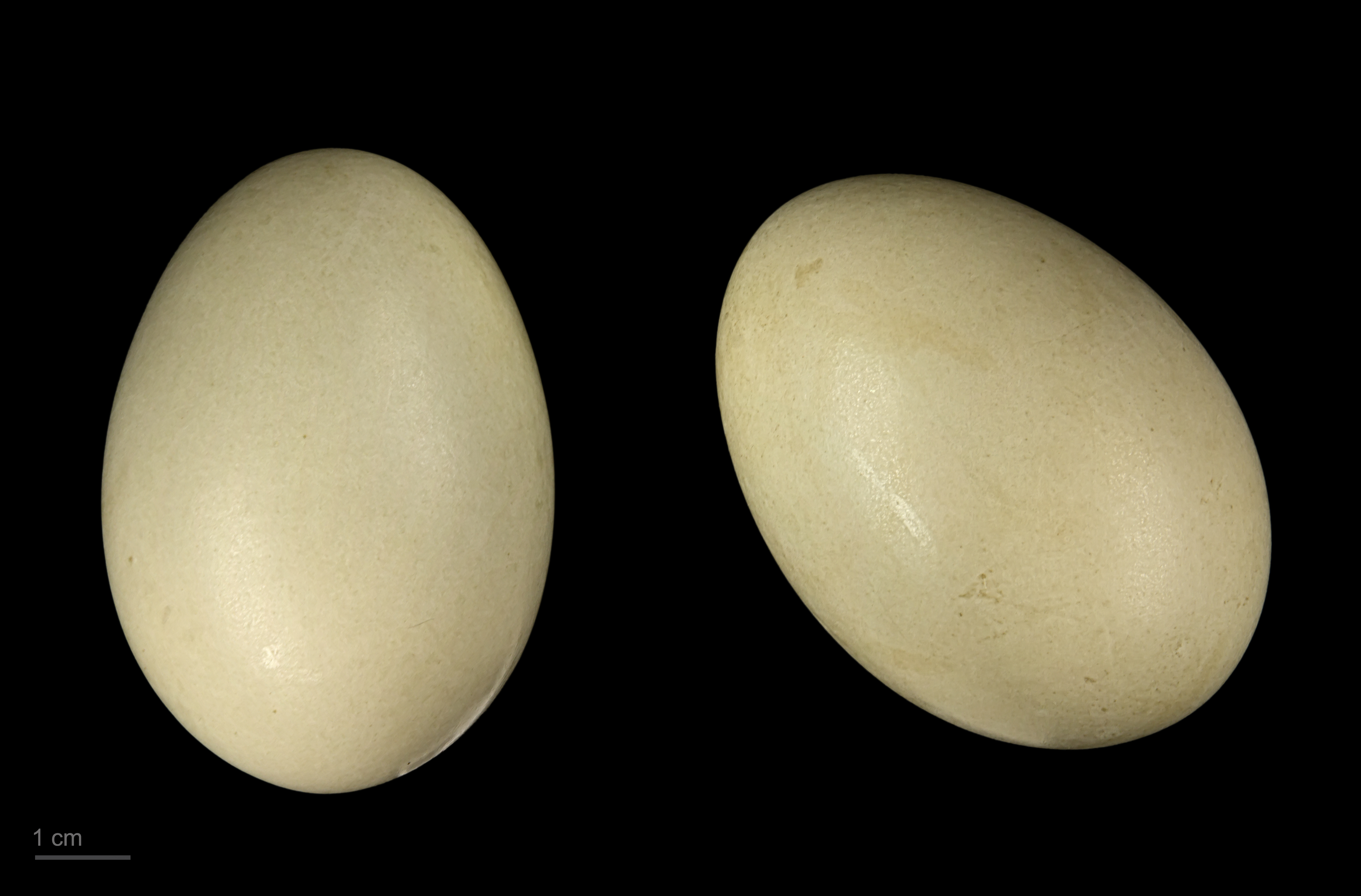
Aythya ferina - MHNT

Zarro-comum (Aythya ferina) é uma ave pertencente ao género Aythya e à família Anatidae. Pertence ao grupo dos chamados patos mergulhadores. Distingue-se pela cabeça vermelha e pela plumagem cinzenta (macho).
Esta espécie nidifica sobretudo no norte e no centro da Europa e é parcialmente migradora, invernando na Europa central e do sul. Em Portugal ocorre sobretudo como invernante e, mais localmente, como nidificante.